# Jean-François Stévenin
Jean-François Stévenin (ur. 23 kwietnia 1944 w Lons-le-Saunier, zm. 27 lipca 2021 w Neuilly-sur-Seine) – francuski aktor filmowy i telewizyjny, okazjonalnie także reżyser filmowy. 
Ukończył HEC Paris w 1967 roku. Od 1968 roku zagrał w ponad 150 filmach. Wystąpił m.in. w filmie Zimny księżyc (1991), prezentowanym w konkursie głównym na 44. MFF w Cannes.